# Amazonie, à la rencontre des gardiens et des gardiennes de la forêt
Pour plus de détails, voir Fiche technique et Distribution.
Amazonie, à la rencontre des gardiens et des gardiennes de la forêt est un film documentaire québécois réalisé par Santiago Bertolino, sorti en 2024.

## Synopsis

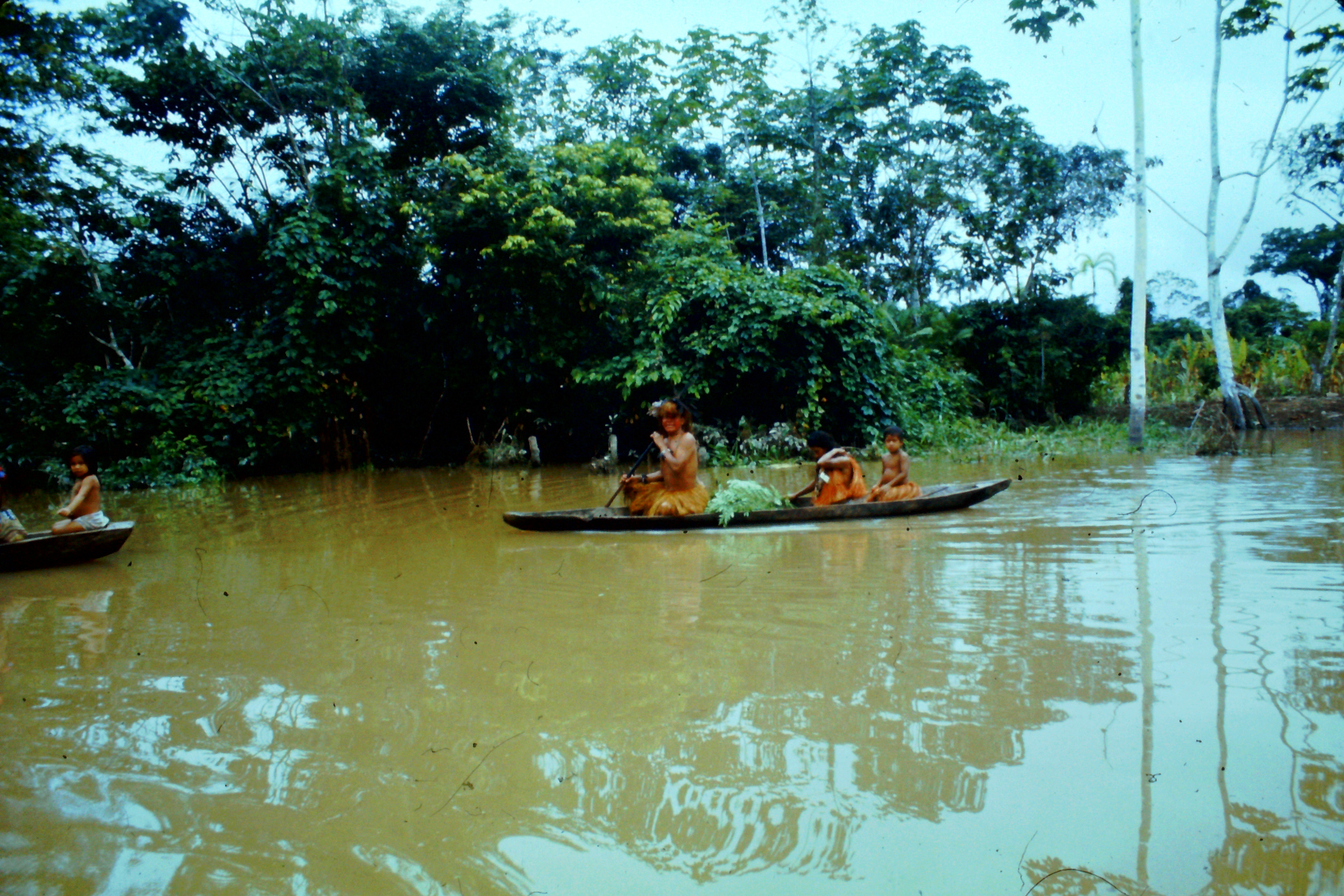
Le fleuve Amazone

En comagnie de l’ethnogéographe écologiste Marie-Josée Béliveau, ce documentaire remonte le fleuve Amazone à partir du Brésil jusqu'à une de ses sources en Équateur, à la rencontre des habitants qui tentent de défendre leur territoire face à l'exploitation et la dépossession de leur environnement.

## Fiche technique
- Titre : Amazonie, à la rencontre des gardiens et des gardiennes de la forêt[2]
- Titre anglais ou international : Amazonia, an Encounter with the Guardians of the Rainforest
- Réalisation : Santiago Bertolino
- Direction photo : Santiago Bertolino
- Montage : Santiago Bertolino
- Conception sonore : Anton Fischlin
- Mixage sonore : Anton Fischlin
- Musique : Stefan Christoff
- Prise de son : Santiago Bertolino
- Producteurs : Daniel Bertolino, Catherine Viau, Christian Charpenel
- Société de distribution : Les Films du 3 Mars
- Pays d'origine : Canada (Québec)
- Langue originale : Français, Portugais
- Genre : documentaire
- Durée : 97 minutes
- Date de sortie :
  - Québec : 6 septembre 2024[4]

## Récompenses et distinctions

### Nominations
- Festival cinéma du monde de Sherbrooke 2024 (Canada)
- Festival international Présence autochtone 2024 (Montréal, Canada)